# La Iglesia de Jesucristo de los Santos de los Últimos Días en Polonia

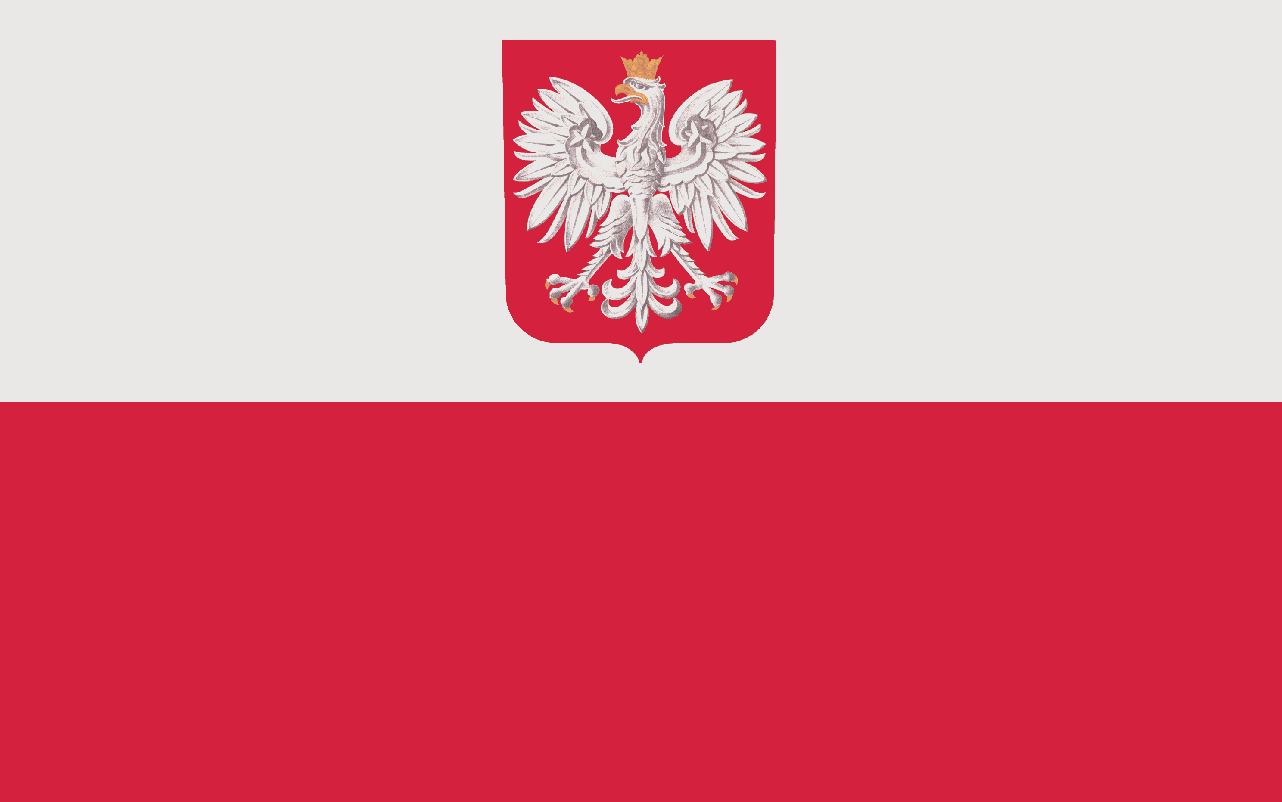
Hay unos 1500 fieles mormones en toda Polonia.

Los primeros misioneros de La Iglesia de Jesucristo de los Santos de los Últimos Días en Polonia llegaron en 1892, estableciendo una congregación en Varsovia en 1909 la cual creció hasta convertirse en tres para el año 1921. En 1928 la capilla de los Santos de los Últimos Días estuvo en la ciudad de Selbongen, ciudad que fue cedida a Polonia desde Alemania y rebautizada con el nombre de Zełwągi después de la Segunda Guerra Mundial. Después de la Guerra, Ezra Taft Benson visitó Zelwagi donde se reunió con más de 100 fieles. Sin embargo, en 1947 la Primera Presidencia de la iglesia suspendió las actividades de su fe en Polonia bajo órdenes del gobierno de prohibir reuniones públicas que no fueran conducidas en polaco—debido a que la mayoría de los bautizados en Zełwągi eran alemanes, las reuniones se llevaban a cabo en alemán y no en polaco—.

## Posguerra
Al cabo de dos años se reanudaron las actividades dominicales en polaco y la iglesia fue registrada oficialmente en 1961. Debido a la emigración de la mayoría de los SUD las reuniones fueron nuevamente suspendidas en 1971 y la capilla construida en la ciudad sirve ahora como capilla católica. A mediados de los años 1970 un número de miembros en el oeste de Polonia, bautizados en la vecina Alemania, restablecimieron su Iglesia en el país. La inscripción oficial de la Iglesia de Jesucristo de los Santos de los Últimos Días tuvo lugar en mayo de 1977, en agosto de ese mismo año el entonces presidente de la iglesia Spencer W. Kimball autorizó el proselitismo en el país por medio de una oración dedicatoria, un ritual que ocurrió en la plaza Ogród Saski en el centro de Varsovia. 
Los misioneros SUD tenían sus sede regional en Austria hasta 1990 cuando se abrió una misión independiente en Polonia para presidir sobre los misioneros asignados al país. En junio de 1991 Gordon B. Hinckley dedicó la única capilla construida en Polonia, en la ciudad de Varsovia, después de dos años de construcción comenzando en julio de 1989. Actualmente hay planes de construir una segunda capilla en la ciudad de Łódź. El resto de las congregaciones se reúnen en establecimientos alquilados por la iglesia para las reuniones dominicales. El templo más cercano es el templo de Freiberg, que toma unas 12 horas de viaje en autobús. La iglesia ha establecido pequeñas congregaciones para 1500 fieles en Białystok, Bydgoszcz, Gdańsk, Katowice, Kielce, Kraków, Lublin, Łódź, Poznań, Szczecin, Breslavia y Zgorzelec.